# 克里斯蒂安·普赖
克里斯蒂安·普赖（德語：Christian Prey，20世纪—），德国男子赛艇运动员。他曾代表西德参加瑞士卢塞恩举办的1962年世界赛艇锦标赛，获得男子四人单桨无舵手金牌。